# Salix tarraconensis
Salix tarraconensis es una especie de sauce perteneciente a la familia de las salicáceas. Es un endemismo de España, donde crece en taludes subalpinos a una altitud de 500-1400 metros en Tarragona y Castellón.

## Descripción
Es un  pequeño arbusto caducifolio que alcanza un tamaño de 1 m de altura. La hojas son alternas, de 5-15 mm de largo y 2.5 mm de ancho, con un margen muy finamente dentado, de color verde por el haz y más pálido por el envés, con pelos cortos de color blanquecino.
Puede ser confundida con Rhamnus pumilus, por su aspecto similar en estado vegetativo.

## Taxonomía
Salix tarraconensis fue descrita por Carlos Pau y publicado en Font Quer in Treb. Inst. Catalana Hist. Nat. 1: 15 (1915)
Etimología
Salix: nombre genérico latino para el sauce, sus ramas y madera.
tarraconensis: epíteto geográfico que alude a su localización en Tarraco.
Sinonimia
- Salix tarraconensis f. macrophylla Goerz
- Salix tarraconensis f. microphylla Goerz[4]

## Nombre común
- Castellano: salenca tortosina.[4]